# Organo e sala della musica da camera nazionale dell'Ucraina
L'Organo e sala della musica da camera nazionale dell'Ucraina (in ucraino Національний будинок органної та камерної музики України?, Nacional'nyj budynok orhannoj ta kamernoj muzyky Ukraïny) è un'istituzione culturale a Kiev, in Ucraina. Si trova presso la chiesa di San Nicola che condivide con la Chiesa cattolica di rito romano dell'Ucraina. Una sala della chiesa è stata ricostruita come sala da concerto nel febbraio 1980.

## Costruzione
La chiesa di San Nicola fu completata nel 1909 per accogliere la crescente comunità polacca a Kiev.  Fu chiuso dai comunisti dopo il 1917, utilizzato come deposito negli anni '30 e successivamente come archivio.   L'edificio subì gravi danni durante la seconda guerra mondiale.
Alla fine degli anni '70, il Consiglio dei ministri della SSR ucraina decise di restaurare l'edificio come Organo e Sala della Musica da Camera Nazionale per il Ministero della Cultura ucraino. Il lavoro è stato supervisionato dagli architetti O. Graužis e I. Tukalevs'kyj, con vetrate colorate dei Paesi baltici, mobili imbottiti di Leopoli e pavimenti in parquet di Kiverci.
Dal 1992 l'edificio è stato condiviso con la Chiesa cattolica in Ucraina.  Il Ministero della Cultura prevede di costruire un nuovo edificio per l'Organo e la Sala della Musica da Camera entro il 2023.

## Organi
L'organo principale è stato progettato e costruito per la sala da concerto da Rieger–Kloss nel 1979 e possiede 55 registri; L'organo è composto tre tastiere manuali e a pedali,  con 3.846 canne in legno e metallo di dimensioni da  13 mm di diametro a 6 m di lunghezza. L'organo ha un'ampia tavolozza timbrica, che consente l'esecuzione di opere in stili differenti.
Un organo di prova, anch'esso realizzato da Rieger–Kloss nel 1979, ha 56 tasti in due manuali e un pedale a 30 tasti. I suoi 8 registri hanno un'ampia distribuzione, consentendo di imitare il grande organo per preparazione l'esecuzione su quest'ultimo.

## Squadre creative
Il team creativo dell'Organo e sala della musica da camera nazionale dell'Ucraina comprende l'ensemble Borys Ljatošyns'kyj, il trio "Ravisan", il quartetto Mykola Lysenko, gli ensemble da camera Kyiv e Kyiv Brass, organisti, strumentisti solisti e cantanti.
I direttori artistici dell'istituto includono:
- prof. Arsenij Mykolajovyč Kotljarevs'kyj - Regno Unito (1981–1986)[7]
- Aleksandr Kostin (1987-1997)

## Interpreti importanti
- Volodymyr Viktorovyč Košuba (organista) – Artista nazionale dell'Ucraina[6]
- Iryna Mykolaïvna Kalinovs'ka (organista) – Artista nazionale dell'Ucraina[6]
- Valerija Valeriïvna Balachovs'ka (organista) - Artista onorato dell'Ucraina[6]
- Iryna Ivanivna Charečko (organista) - Artista onorato dell'Ucraina[6]
- Maksym Ivanovyč Sidorenko (organista) - Artista onorato dell'Ucraina
- Anna Bubnova (organista) - Artista onorato dell'Ucraina
- Vitalij Mykolajovyč Pivnov (organista)